# La parte del leone
La parte del leone è una favola di Esopo, in seguito ripresa da Fedro.

## Trama
Tre animali (una mucca, una capra e una pecora) si allearono col leone per una caccia nella foresta: dopo aver catturato un cervo che fu diviso in quattro parti uguali, il leone approfittò della propria arroganza per assicurarsi tutte le porzioni.
La morale è volta a sottendere lo svantaggio per i deboli di allearsi con individui più forti, ponendo in particolare l'accento sulla prepotenza di questi.

## Nella cultura di massa
L'espressione «fare la parte del leone» è quindi entrata nel linguaggio comune, riferendosi al peso maggioritario — e financo eccessivo — di qualcuno o qualcosa all'interno di una ripartizione che si presumerebbe essere invece equa.